# Bandera de Torrejón de Ardoz
La bandera de Torrejón de Ardoz es de proporciones 2:3, dividida en dos franjas horizontales de igual tamaño, la superior gualda amarilla y la inferior púrpura. En el centro, en la versión utilizada regularmente por el Ayuntamiento, se sitúa el escudo municipal heráldicamente correcto y polícromo.
La actual bandera municipal de Torrejón de Ardoz fue aprobada en 2009 estableciendo así una bandera oficial perpetua. Anteriormente se utilizaba la bandera sin oficializar.